# Luba Uitzendbureau
Luba Uitzendbureau is een Nederlands uitzendbureau.
Luba Uitzendbureau maakt samen met E&A Uitzendbureau deel uit van Luba Groep. Luba Groep valt samen met het Vlaamse Agilitas Group onder de Franse uitzender Proman.
Luba Uitzendbureau is met 50 vestigingen en zo'n 300 medewerkers actief in Noord-Holland, Zuid-Holland, Utrecht, Noord-Brabant en Zeeland. Het hoofdkantoor staat in Leiden.
Diensten
Luba Uitzendbureau is dé specialist in uitzenden, werving&selectie en detachering voor het lokale MKB en talent tot en met mbo plus-niveau. Luba biedt vacatures in de vakgebieden productie, industrie, magazijn, administratie, techniek, zorg, commercieel en transport. In 2019 hielp Luba 11.000 werkzoekenden aan een baan.
Daarnaast zet Luba zich met Luba Talent+ in op het opleiden van kandidaten en flexwerkers die daarmee beter en langer inzetbaar zijn op de arbeidsmarkt.
Zustermaatschappij E&A Uitzendbureau is specialist in grootschalige inhouse dienstverlening in de logistieke en industriële sector. Voor grote groepen logistieke arbeidskrachten. E&A werkt veel met Poolse en Kroatische uitzendkrachten.
Geschiedenis
Luba Uitzendbureau is in 1968 in Leiden opgericht door Selma van den Broek als Luba Uitzendburo. De naam Luba verwijst naar de Leidse roots: Luba staat voor Lugdunum Batavorum, zoals Leiden soms in het Latijn wordt aangeduid. Luba richtte zich in eerste instantie hoofdzakelijk op studentenwerk. Na een lange samenwerking met toenmalig echtgenoot Rob Mantel, richtte Van den Broek zich in 1991 op het aangekochte De Koning Uitzendbureau. Mantel nam de volledige leiding van Luba op zich en liet het, mede dankzij overnames, groeien. Na het pensioen van Mantel stond Luba Groep van 2002 tot 2009 onder leiding van Mariëtte Barnhoorn, die daarvoor in 2004 werd uitgeroepen tot Zakenvrouw van het jaar. Mantel overleed in 2004, Barnhoorn in 2012.
Actueel
Sinds 2009 is Johan Doornenbal de Algemeen Directeur van Luba Groep. Onder leiding van Doornenbal groeide Luba door, onder andere door de overname van PE People, Eksakt en Vallei Personeel. Luba Groep blijft vestigingen openen: 4 in 2019 en 2 in 2020. Ook in 2021 en 2022 blijft Luba Groep groeien en in 2022 staat de teller hiermee op 52 vestigingen. Er werken bij Luba zo’n 2400 medewerkers en jaarlijks worden rond de 7.000 uitzendkrachten uitgezonden. Met de kernwaarden dichtbij, digitaal en deskundig streeft Luba naar de best mogelijke klantbeleving.
Luba is lid van de Algemene Bond Uitzendondernemingen (ABU).